# Maestro di Lecceto
Il cosiddetto Maestro di Lecceto (fl. XV secolo) è stato un pittore anonimo italiano attivo nel XV secolo in ambito senese durante il primo Rinascimento.
Viene talvolta confuso con un altro maestro anonimo, il Primo Maestro di Lecceto, che sarebbe stato successivamente identificato con Pietro di Ruffolo, anch'egli attivo nel XV secolo nel territorio senese.

## Biografia
La denominazione di questo artista deriva dal cantiere dell'Eremo di Lecceto, nei pressi di Siena, dove si ritiene si sia formato anche questo maestro anonimo.
Tra le opere attribuite si possono ricordare le bellissime tavole avignonesi raffiguranti le Storie di Didone conservate al Musée du Petit Palais di Avignone, e il Re Salomone e la regina di Saba, il pannello di un cassone dipinto in occasione del matrimonio tra due note famiglie senesi, conservato al Metropolitan Museum of Art di New York.